# Lycenchelys albomaculata
Lycenchelys albomaculata är en fiskart som beskrevs av Toyoshima, 1983. Lycenchelys albomaculata ingår i släktet Lycenchelys och familjen tånglakefiskar. Inga underarter finns listade i Catalogue of Life.